# 劇場版 ムーミン 南の海で楽しいバカンス
劇場版 ムーミン 南の海で楽しいバカンス（げきじょうばん ムーミン みなみのうみでたのしいバカンス）は、2015年2月13日から公開されたムーミンの劇場版である。

## 概要
ムーミンの原作者であるトーベ・ヤンソンの生誕100周年を記念し、フィンランド・フランス共同で製作された。また、本作の日本語吹き替え版の上映にあたって、1990年から1992年にテレビ東京系列で放送された『楽しいムーミン一家』の声優陣によって吹き替えが行われた。 ムーミン・コミックス10「春の気分」に収録された「南の島へくりだそう」が原作である。

## キャスト
- ムーミン・トロール - 高山みなみ
- ムーミンパパ - 大塚明夫
- ムーミンママ - 谷育子
- フローレン - かないみか
- ミイ - 佐久間レイ
- スナフキン - 子安武人
- ミムラ - 小林優子

ゲスト
- モンガガ侯伯爵 - 三村マサカズ
- クラーク - 大竹一樹
- ピンプル - 木村カエラ